# Гингазово
Гинга́зово (рос. Гынгазово) — село у складі Шегарського району Томської області, Росія. Входить до складу Анастасьєвського сільського поселення.

## Населення
Населення — 238 осіб (2010; 285 у 2002).
Національний склад (станом на 2002 рік):
- росіяни — 83 %